# Christian Gallardo
Christian Gallardo (El Paso, c. 1980) es un entrenador de gimnasia estadounidense. Desde 2014 ha sido entrenador personal de la gimnasta Gabrielle Douglas en Buckeye Gymnastics.